# Jacobo Ramos
Jacobo E. Ramos Marco, (nacido en Mayagüez, Puerto Rico) conocido simplemente como Jacobo Ramos es 
un cantante, compositor, escritor de libros y pastor. Fue nominado a los premios Dove Awards de la GMA en 2008 por su álbum Bueno, al premio Grammy Latino por su álbum Dile al Corazón que Camine como mejor álbum cristiano en el 2012. y ha sido nominado en varias categorías en tres ocasiones a los Premios Arpa ha grabado cuatro producciones musicales y ha escrito dos libros. Actualmente vive en Dallas, Texas.

## Historia
Jacobo Ramos es resultado de un milagro de restauración, ya que nace luego de un divorcio y una reconciliación. El segundo de tres hermanos. Se gradúa de Microbiología en el Colegio de Mayagüez de la Universidad de Puerto Rico. Comienza su carrera de Microbiólogo y como consecuencia del paso del huracán Hugo por Puerto Rico se queda sin trabajo comenzando a trabajar como voluntario en el Ministerio Cristiano Catacumba, Allí creció como pastor de adoración, pastor asociado y finalmente como pastor ejecutivo hasta el 7 de agosto de 2016.  
Comienza su carrera como cantante ejerciendo la labor de Ministro de Adoración en su iglesia y luego de varios años decide hacer un demo cantando las oraciones que ha escrito en privado. Esas oraciones se convierten en canciones y se graban en la primera producción de Jacobo llamada AiRE, de donde salen las canciones Tu Misericordia, A Pesar de la Lluvia y una de las canciones más cantadas en todas las iglesias hispanas de EE. UU. y Latinoamérica, Tu pueblo dice gracias.
Su segundo Cd se tituló Bueno, y fue grabado en la iglesia donde Jacobo Ramos es pastor, Ministerio Cristiano Catacumba 5 en el área oeste de PR.
Su tercer Cd, Dile al corazón que camine, fue nominado al premio Grammy Latino en la categoría de mejor álbum cristiano en español en el 2012.
El 8 de octubre de 2013 sale al mercado su cuarta producción llamada "Días Extraordinarios" donde cuenta con la participación de Coalo Zamorano y compositores de PR y Argentina. Esta fue producida por Jacobo Ramos junto a Onis Rodríguez en Aguadilla PR con la colaboración de otros estudios como por ejemplo PlayBach de San Juan, PR.
El 27 de mayo de 2014 se presentó en el Coliseo de Puerto Rico en el concierto "Dias Extraordinarios" donde se celebró el aniversario de la emisora radial Nueva Vida 97.7 FM. Jacobo presentó un espectáculo artístico donde se destacó su presencia escénica única y creó momentos especiales que levantaron el ánimo y el espíritu de los allí presentes. Fue un concierto de música sacra como no se había visto antes, rica en recursos técnicos, visuales y pirotécnicos con excelente gusto y de una calidad excepcional.
Jacobo Ramos giró por Estados Unidos, Centro y Sur América llevando un espectáculo impresionante, lleno de energía con presencia de Dios, buena música, un espíritu profético y de autoridad que trae sanidad y restauración en cada uno de los presentes.
Actualmente viaja el mundo entero junto a su esposa, la pastora Raquel Rodríguez, compartiendo palabra con líderes y ministros en inglés y español, estableciendo principios bíblicos para la sanidad y el fortalecimiento de la iglesia. La base de su ministerio está establecida en la iglesia Gateway Church en Dallas Texas desde agosto de 2016.